# Trichogorgia
Trichogorgia is een geslacht van neteldieren uit de klasse van de Anthozoa (bloemdieren).

## Soorten
- Trichogorgia brasiliensis Castro, Medeiros & Loiola, 2010
- Trichogorgia capensis (Hickson, 1904)
- Trichogorgia constricta (Hiles, 1899)
- Trichogorgia flexilis Hickson, 1904
- Trichogorgia insulaeuropensis Weinberg, 2013
- Trichogorgia lyra Bayer & Muzik, 1976
- Trichogorgia viola Deichmann, 1936